# Gunnera apiculata
Gunnera apiculata är en gunneraväxtart som beskrevs av Anton Karl Schindler. Gunnera apiculata ingår i släktet gunneror, och familjen gunneraväxter. Inga underarter finns listade.